# K.u.k. Husarenregiment „Wilhelm Kronprinz des Deutschen Reiches und Kronprinz von Preußen“ Nr. 13

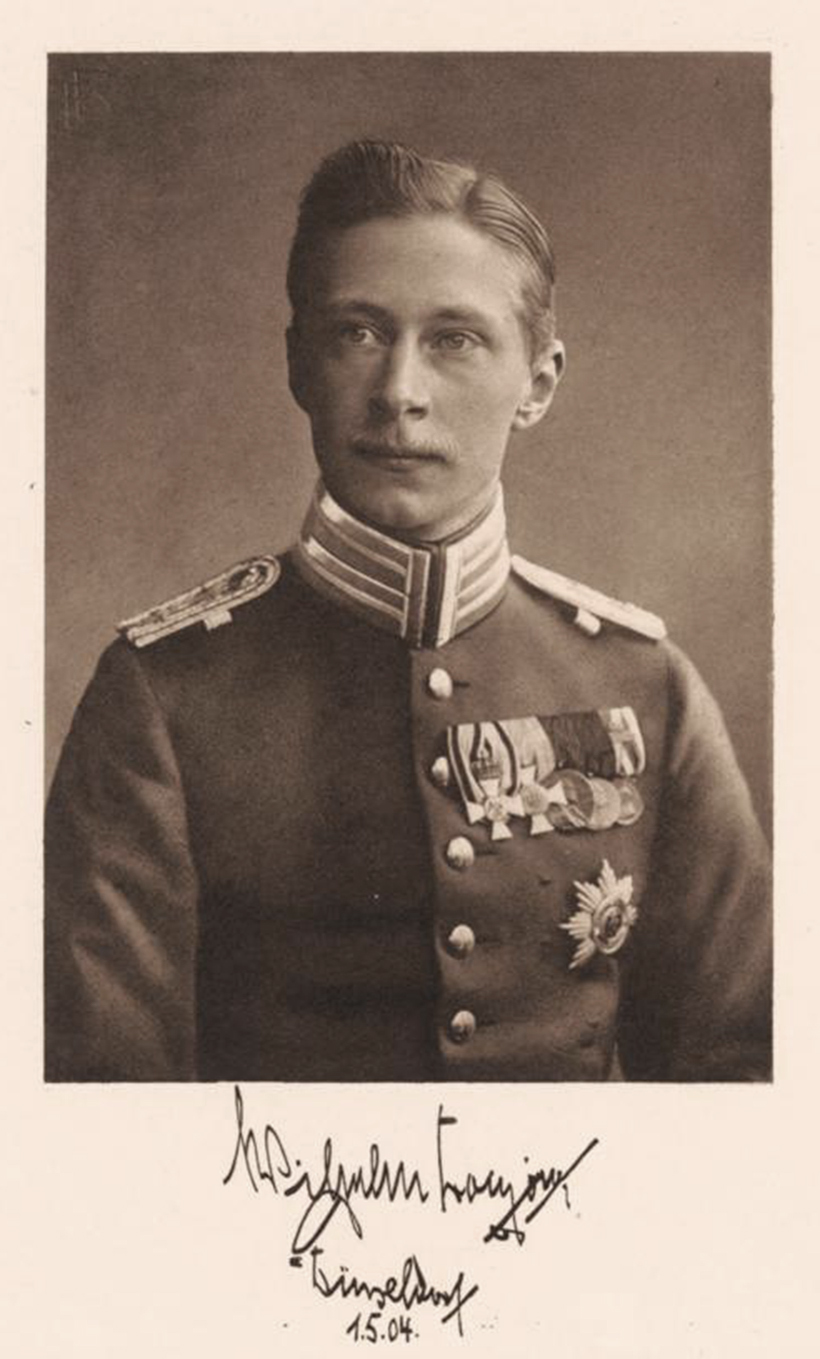
Der letzte Regimentsinhaber, Kronprinz Wilhelm

Das Husarenregiment „Wilhelm Kronprinz des Deutschen Reiches und Kronprinz von Preußen“ Nr. 13 war ein Kavallerieverband der k.k. bzw. Gemeinsamen Armee innerhalb der Österreichisch-Ungarischen Landstreitkräfte.

## Status und Verbandszugehörigkeit 1914
IV. Armeekorps – 10. Kavallerie Truppendivision – 4. Kavalleriebrigade
Nationalitäten: 97 % Magyaren – 3 % Sonstige
Uniform: Dunkelblauer Tschapkabezug und Attila, weiße Oliven
Garnison: Stab, II. Div: Székesfehérvár – I. Div: Tolna
Kommandant: Oberst Stephan Horthy de Nagy-Bánya
Regimentssprache: ungarisch

## Errichtung
Am 10. September 1859 wurde es während des Feldzuges gegen Sardinien-Piemont als Jazygier und Kumanier Freiwilligen-Husarenregiment ursprünglich nur auf Kriegsdauer aufgestellt. Später wurde es dann durch Eingliederung der Kecskeméter und Arader Freiwilligen-Husaren-Division als Freiwilligen-Husarenregiment Nr.13 auf die Stärke von 2 Divisionen erweitert. Die Bezeichnung als „Jazygier und Kumanier Freiwilligen-Husarenregiment Nr. 13“ blieb bestehen.
- 1861 als „Jazygier und Kumanier Freiwilligen-Husarenregiment Nr. 1“ reorganisiert. Die Husaren-Regimenter Nr. 5, Nr. 8, Nr. 9 und Nr. 12 gaben hierzu jeweils eine Division ab.
- 1862 erfolgte die Umwandlung in ein reguläres Husaren-Regiment mit der Nr. 13

Alle Ehrennamen der Regimenter wurden im Jahre 1915 ersatzlos gestrichen. Das Regiment sollte von da an nur noch „Husaren-Regiment Nr. 13“ heißen. (Dies ließ sich in der Praxis jedoch nicht durchsetzen, einerseits weil sich niemand daran hielt, andererseits weil die sehr sparsame k.u.k. Militärverwaltung angeordnet hatte, zunächst alle noch vorhandenen Formulare und Stempel aufzubrauchen!)

### Ergänzungen
- 1860–67 Ofen, Szegedin, Erlau, Szolnok und Stuhlweißenburg
- 1867–73  Kecskemét, Ofen und Erlau
- 1874–89, ab da aus dem Bereich des IV. Korps (Budapest)

## Friedensgarnisonen
- 1860 Wels
- 1864–66 Padua
- 1866 Brezany
- 1871 Stuhlweißenburg
- 1874 Temesvár
- 1886 Budapest
- 1893 Kecskemét

## Regimentsinhaber
- bis 1861 ohne Regimentsinhaber
- 1861–85 General der Kavallerie Friedrich Fürst Liechtenstein
- 1885–95 unbesetzt
- 1895–96 Feldmarschalleutnant Theodor Galgóczy de Galántha
- 1896–99 unbesetzt
- 1900 Wilhelm, Kronprinz des Deutschen Reiches und Kronprinz von Preußen

## Feldzüge und Kampfhandlungen
Erster Schlesischer Krieg
- Das Regiment kämpfte während des ganzen Krieges in Schlesien

Zweiter Schlesischer Krieg
- 1744 wurde das Regiment aufgeboten, jedoch bereits zum Jahresende 1745 wieder entlassen

Siebenjähriger Krieg
- 1757 erfolgte erneut das Aufgebot. Gemäß der Weisung der Kaiserin Maria Theresia war das Regiment – obwohl es der Insurrektion entstammte – während seines Dienstes den regulären Regimentern im Rang, den Vergünstigungen und der Bezahlung gleichgestellt
- 1775 wurde das Regiment wieder entlassen

Sardinischer Krieg

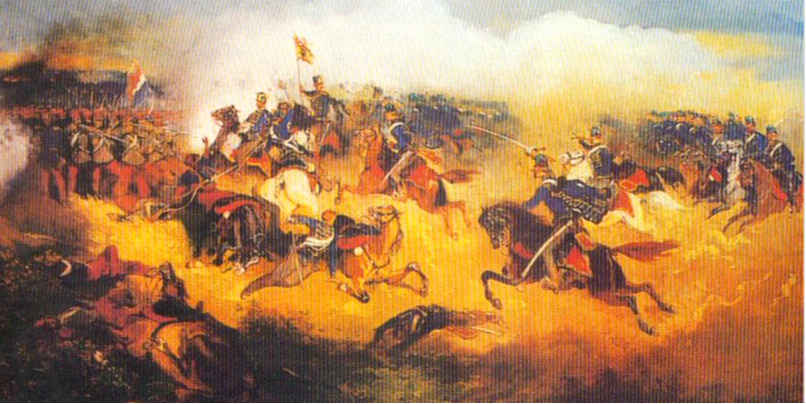
Attacke ds Husarenregiment Nr. 13 während der Schlacht von Solferino, 1859.

- 1859 unter anderem Teilnahme an der Schlacht von Solferino.

Deutscher Krieg
- 1866: Kämpfe in Italien. Vier Eskadronen im Verband mit dem 10. Feldjäger-Bataillon waren zur Bewachung des unteren Po abgestellt und bildeten bei dem späteren Rückmarsch der Süd-Armee die Nachhut. Eine Eskadron lag wechselweise bei den Besatzungen von Peschiera del Garda und Legnano

Erster Weltkrieg
Im Ersten Weltkrieg sahen sich die Husaren den unterschiedlichsten Verwendungen ausgesetzt. Sie kämpften zunächst im Regimentsverband kavalleristisch, wurden aber auch auf allen Kriegsschauplätzen infanteristisch verwendet. Ob das Regiment als Verband oder aufgeteilt als Divisionskavallerie eingesetzt war, ist gegenwärtig nicht bekannt. Der Status als Kavallerie-Regiment bestand bis Kriegsende.
Nach Ende des Krieges kehrte das Regiment geordnet aus Bulgarien zurück und wurde in Budapest demobilisiert.

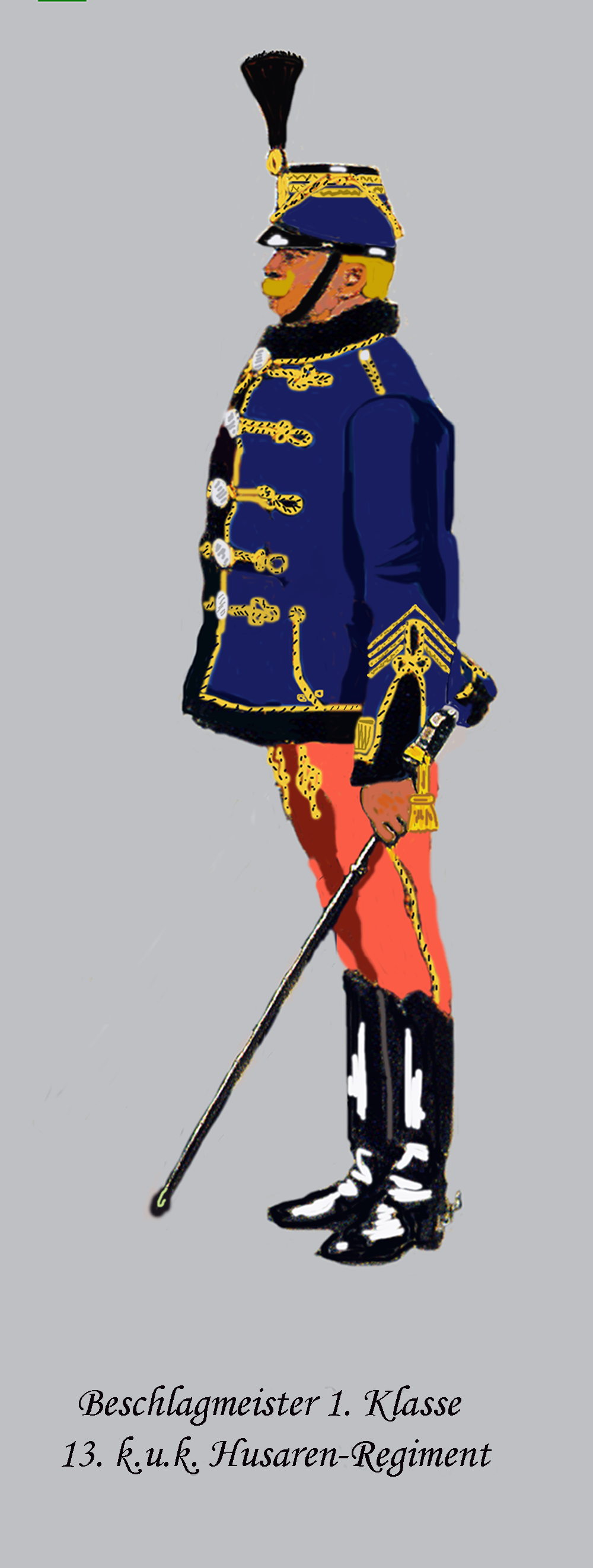
Uniform bis 1916

## Gliederung
Ein Regiment bestand in der Österreichisch-Ungarischen Kavallerie in der Regel ursprünglich aus drei bis vier (in der Ausnahme auch mehr) Divisionen. (Mit Division wurde hier ein Verband in Bataillonsstärke bezeichnet. Die richtige Division wurde Infanterie- oder Kavallerie-Truppendivision genannt.) Jede Division hatte drei Eskadronen, deren jede wiederum aus zwei Kompanien bestand. Die Anzahl der Reiter in den einzelnen Teileinheiten schwankte, lag jedoch normalerweise bei etwa 80 Reitern je Kompanie.
Die einzelnen Divisionen wurden nach ihren formalen Führern benannt:
- die 1. Division war die Oberst-Division
- die 2. Division war die Oberstlieutenant (Oberstleutnant)-Division
- die 3. Division war die Majors-Division
- die 4. Division war die 2. Majors-Division

Im Zuge der Heeresreform wurden die Kavallerie-Regimenter ab 1860 auf zwei Divisionen reduziert.
Bis zum Jahre 1798 wurden die Regimenter nach ihren jeweiligen Inhabern (die nicht auch die Kommandanten sein mussten) genannt. Eine verbindliche Regelung der Schreibweise existierte nicht. (z. B. Regiment Graf Serbelloni – oder Regiment Serbelloni.) Mit jedem Inhaberwechsel änderte das betroffene Regiment seinen Namen. Nach 1798 galt vorrangig die nummerierte Bezeichnung, die unter Umständen mit dem Namen des Inhabers verbunden werden konnte.
Bedingt durch diese ständige Umbenennung sind die Regimentsgeschichten der österreichisch-ungarischen Kavallerie nur sehr schwer zu verfolgen. Hinzu kommt die ständige und dem Anschein nach willkürliche, zu Teil mehrfache Umklassifizierung der Verbände. (Zum Beispiel: K.u.k. Böhmisches Dragoner-Regiment „Fürst zu Windisch-Graetz“ Nr. 14)
- siehe: k.u.k. Husaren